# Saint-Paul-Trois-Châteaux
 Saint-Paul-Trois-Châteaux é uma comuna francesa na região administrativa de Auvérnia-Ródano-Alpes, no departamento de Drôme. Estende-se por uma área de 22,04 km², com habitantes, segundo os censos de 1999, com uma densidade de 330 hab/km².
Predefinição:Comunas limítrofes
Era chamada de Augusta dos Tricastinos (em latim: Augusta Tricastinorum) ou apenas de Tricastinos (em latim: Tricastinorum) durante o período romano.